# Инженерная этика
Инженерная этика — раздел прикладной этики и система моральных принципов, которые применяются на практике в инженерном деле. Область определяет и устанавливает обязательства инженеров перед обществом, своими клиентами и профессией. Как учебная дисциплина, она тесно связана с такими предметами как философия науки, философия инженерии и этика технологий.

## Основные принципы
Кодекс инженерной этики определяет особый приоритет в отношении инженера к гражданам, клиентам, работодателям и профессии.
Многие инженерные профессиональные сообщества составляли кодексы этики. Некоторые восходят к ранним десятилетиям двадцатого века. Они включены в большей или меньшей степени в регламентирующие законы в нескольких юрисдикциях. Хотя положения этих общих принципов даны как указания, инженеры по-прежнему руководствуются здравым смыслом, чтобы интерпретировать как кодекс будет применяться к конкретной ситуации.
Общие принципы кодексов этики во многом похожи в различных инженерных сообществах и утверждаются по всему миру с дальнейшим расширением кодекса конкретными указаниями. Следующий пример из Американского общества гражданских инженеров:
1. Инженеры должны ставить на первое место безопасность, здоровье и благополучие граждан и должны стремиться соблюдать принципы устойчивого развития при выполнении их профессиональных обязанностей.[6]
2. Инженеры должны оказывать услуги только в сфере своей компетенции.[6]
3. Инженеры должны делать публичные заявления только в объективной и правдивой манере.[6]
4. Инженеры должны действовать в профессиональных вопросах для каждого работодателя или клиента как надежные агенты или доверенные лица, и должны избегать конфликтов интересов.[6]
5. Инженеры должны построить свою профессиональную репутацию на достоинствах своих услуг и не должны недобросовестно конкурировать с другими.
6. Инженеры должны действовать таким образом, чтобы поддерживать и повышать честь, честность и достоинство профессии инженера и должны действовать с не толерантностью ко взяточничеству, мошенничеству и коррупции.[6]
7. Инженеры должны продолжать своё профессиональное развитие на протяжении всей карьеры, и должны предоставлять возможности для профессионального развития инженеров, находящихся под их руководством.[6]